# Edouard-Octave-Jules Brussaux
Edouard-Octave-Jules Brussaux, francoski general, * 1. maj 1879, † 6. januar 1957.